# Murańskie Okno
Murańskie Okno (słow.  Muráñske Okno) – jaskinia krasowa na Muraniu w Tatrach Bielskich na Słowacji. Jej otwór znajduje się na wysokości ok. 1650 m n.p.m. Ma postać łagodnie wznoszącego się tunelu o długości 50 m. Tunel jest szeroki, prosty i oświetlony na całej długości, zatem zgodnie z przyjętą przez speleologów klasyfikacją nie jest to jaskinia, lecz schronisko.
Murańskie Okno znajduje się w odległości około 200 m na wschód od dobrze widocznego z Polany pod Muraniem wielkiego otworu Jaskini Murańskiej. Ma dwa otwory i obydwa są trudno dostępne. Dolny otwór znajduje się na wysokości około 30 m nad podstawą południowej ściany Murania. Dojście do niego wymaga wspinaczki z użyciem sprzętu wspinaczkowego (V+ w skali tatrzańskiej). Pierwsze przejście: Jaroslav Michalko i Vladimir Tatarka 25-26 września 1992 r.
Na Muraniu znajdują się jeszcze inne jaskinie, m.in. są to: Wyżnie Murańskie Okno, Trzecie Oko i Murańska Studnia.